# NGC 3727
NGC 3727 este o galaxie lenticulară situată în constelația Cupa. A fost descoperită în 1886 de către Francis Leavenworth.